# 1997 год в литературе

## Премии

### Международные
- Нобелевская премия по литературе — Дарио Фо, «За то, что он, подражая средневековым шутам, порицает власть и авторитет и защищает достоинство угнетённых»[1].
- Всемирная премия фэнтези за лучший роман —  Рейчел Поллак, «Крёстная Ночь» (англ. Godmother Night).
- Всемирная премия фэнтези за лучшую повесть — Марк Хелприн, «A City in Winter».
- Премия «Хьюго» за лучшую повесть — Джордж Реймонд Ричард Мартин, «Кровь дракона» (англ. Blood of the Dragon)[2].
- Премия «Хьюго» за лучший роман — Ким Стэнли Робинсон, «Голубой Марс»[2].
- Премия «Хьюго» за лучший рассказ —  Конни Уиллис, «Душа выбирает своё собственное общество» (англ. The Soul Selects Her Own Society)[2].
- Дублинская литературная премия — Хавьер Мариас — «Белое сердце» (англ. A Heart So White).
- Премия Агаты — Кейт Росс, «The Devil In Music».
- Нейштадтская литературная премия — не вручалась.
- Премия мира немецких книготорговцев — Яшар Кемаль.

### Австрия
- Австрийская государственная премия по европейской литературе — Юрг Ледерах.
- Премия Эриха Фрида — Герт Йонке.

### Великобритания
- Букеровская премия — Арундати Рой, «Бог мелочей» (англ. The God of Small Things)[3].
- Женская премия за художественную литературу — Анна Майклз, «Беглые пьесы» (англ. Fugitive Pieces)[4].
- Премия Сомерсета Моэма:

1. Ridian Brook, «The Testimony of Taliesin Jones»;
2. Kate Clanchy, «Slattern»;
3. Philip Hensher, «Kitchen Venom»;
4. Francis Spufford, «I May Be Some Time».

### Германия
- Премия Георга Бюхнера — Ханс Карл Артман.
- Бременская литературная премия — Микаэль Рёс, «Руб-эль-Хали — Пустой квартал» (нем. Rub’ al-Khali — Leeres Viertel).

### Израиль
- Премия Израиля — за номинацию раввинистическая литература — Иехошуа Бахрах, Хаим Давид Ха-Леви.

### Испания
- Премия Сервантеса — Гильермо Кабрера Инфанте.
- Премия принцессы Астурийской —  Альваро Мутис[5].

### Норвегия
- Премия Ибсена —  Йеспер Халле, «Dagenes lys».
- Премия Браги:
  - почётная премия — поэт Ян Эрик Вольд.
  - номинация беллетристика — Лив Кёльтцов, «Verden forsvinner».
  - номинация детская литература — Харальд Росенлёв Эег, «Vrengt».

### Россия
- Русский Букер — Анатолий Азольский, «Клетка».
- Антибукер:
  - роман/повесть — Дмитрий Галковский, «Бесконечный тупик» (от премии отказался).
  - поэзия — Тимур Кибиров, «Парафразис».
  - драматургия —  Олег Богаев, «Русская народная почта».
  - литературоведение —  Александр Гольдштейн, «Расставание с Нарциссом».
- Премия Андрея Белого:
  - номинация поэзия —  Виктор Летцев.
  - номинация проза —  Юлия Кокошко.
  - номинация гуманитарные исследования — Андрей Крусанов.
  - номинация за заслуги перед литературой —  Константин Кузьминский.

### США
- Пулитцеровская премия за художественную книгу — Стивен Миллхаузер, «Мартин Дресслер: Сказка об американском мечтателе» (англ. Martin Dressler: The Tale of an American Dreamer)[6].
- Пулитцеровская премия за лучшую драму — не вручалась.
- Пулитцеровская премия за поэзию — Лизель Мюллер, «Живы вместе. Новые и избранные стихотворения» (англ. Alive Together: New and Selected Poems)[7].
- Премия Эдгара Аллана По:
  - за лучший роман — Томас Кук, «The Chatham School Affair»[8].
  - за лучший первый роман американского писателя — Джон Морган Уилсон, «Simple Justice»[9].

### Швеция
- Литературная премия Шведской академии — Бу Карпелан[10].

### Франция
- Гонкуровская премия — Патрик Рамбо, «Битва» (фр. La Bataille)[11].
- Премия Ренодо — Паскаль Брюкнер, «Похитители красоты» (фр. Les voleurs de beauté).
- Премия Фемина —  Доминик Ногез, «Тёмная страсть».
- Премия Фенеона — Линда Ле, «Три судьбы» (фр. Les Trois Parques).
- Премия Ренодо — Паскаль Брюкнер, «Похитители красоты» (фр. Les voleurs de beauté).
- Премия Медичи:
  - за роман — Филипп Ле Гийу, «Они, семь имен художников» (фр. Les, Sept Noms du peintre).
  - за лучшее зарубежное произведение — Том Корагессан Бойл, «Америка».
  - за эссеистику — Мишель Винок, «Век интеллектуалов» (фр. Siècle des intellectuels).

## Книги

### Романы
- «Времетрясение» (англ. Timequake) — последний роман Курта Воннегута.
- «Гарри Поттер и философский камень» (англ. Harry Potter and the Philosopher's Stone) — роман Джоан Роулинг.
- «Золотая рыбка» (фр. Poisson d'or) — роман Жан-Мари Гюстава Леклезио.
- «Книга воина света» (порт. Manual do Guerreiro da Luz) — роман Пауло Коэльо.
- «Любовь живёт три года» (фр. L'amour dure trois ans) — роман Фредерика Бегбедера.
- «Мемуары гейши» (англ. Memoirs of a Geisha) — роман Артура Голдена.
- «Патриот (Плоский мир)» (англ. Jingo) — роман Терри Пратчетта.
- «Подземка» (яп. アンダーグラウンド (文学) — роман Харуки Мураками.
- «Секс в большом городе» (англ. Sex & The City) — роман Кэндес Бушнелл.
- «Чистая кровь» — второй роман из цикла о капитане Алатристе Артуро Переса-Реверте.
- «Чудесный нож» (англ. The Subtle Knife) — роман Филипа Пулмана.

## Скончались
См. также: Категория:Умершие в 1997 году
- 19 января — Джеймс Дикки, американский поэт и писатель (родился в 1923).
- 3 февраля — Богумил Грабал, чешский писатель, прозаик и поэт (родился в 1914).
- 9 февраля — Уильям Сассин, гвинейский прозаик, публицист (родился в 1944).
- 2 апреля — Давид Шахар, израильский писатель (родился в 1926).
- 5 апреля — Аллен Гинзберг, американский поэт (родился в 1926).
- 9 апреля — Хелен Ханфф, американская писательница и сценарист (род. в 1916).
- 20 июня — Джахит Кюлеби, турецкий поэт (родился в 1917).
- 2 августа — Уильям Берроуз, американский писатель (родился в 1914).
- 5 сентября  –  Раду Боуряну, румынский поэт и прозаик  (род. в 1906).
- 16 октября — Джеймс Миченер, американский писатель (родился в 1907).